# Landungsbrückengerät Seeschlange
Das Landungsbrückengerät Seeschlange war ein schwimmendes Pier der Wehrmacht, das aus einzelnen Teilen, je nach Bedarf in verschiedener Größe, zusammengesetzt werden konnte und seine Einzelteile wurden auch motorisiert und als Fähren benutzt.

## Geschichte
1940 erteilte das Heereswaffenamt an die Schichau-Werft in Königsberg den Auftrag für ein schwimmendes Pier zum Entladen von Schiffen an freier Küste oder in zerstörten Häfen.
Das Hauptbauteil war ein schwimmendes 15 Meter langes Fahrbahnstück mit starkem Seitenschutz, damit Fahrzeuge nicht von der Fahrbahn ins Wasser abrutschen konnten. Jedes dieser Fahrbahnstücke hatte eine Fahrbahnbreite von 5,05 Metern bei einer Gesamtbreite von 5,80 Meter und einem Gewicht von 17 Tonnen. Diese schwimmenden Fahrbahnteile konnten in beliebiger Länge aneinandergekoppelt werden, um vom Strand so weit wegzuführen, dass eine genügende Wassertiefe für die zu entladenden Schiffe erreicht war. Ansetzbar an diese Fahrbahnteile waren Stücke von 15 × 6,05 Metern ohne Seitenschutz von 25 Tonnen Gewicht, die als Anleger und Entladungsstellen dienten. Die Seeschlangen-Teilstücke waren in zwei Hälften teilbar, wodurch sie mit der Bahn transportiert werden konnten.
Am 1. März 1941 begann in Le Havre an der französischen Kanalküste die Truppenerprobung der ersten Seeschlange und in Zusammenarbeit mit der Kriegsmarine die laufende Verbesserung dieses Prototyps.
Der erste Einsatz von Seeschlangen-Landungsbrücken war an der afrikanischen Küste für die Entladung von Schiffen für das Afrikakorps geplant. Während des Transportes der ersten Seeschlangen-Teile nach Nordafrika wurde diese Pionierlandetechnik jedoch eingeplant für die für den 10. Juni 1942 vorgesehene Landung auf Malta als Behelfsfähre für schwere Lasten. Da das Unternehmen Herkules abgesagt wurde, waren die Seeschlangen-Teile wieder frei für den Transport nach Afrika.
Zwei Seeschlangen-Landungsbrücken von je 150 Metern Länge und je einem Anlandestück waren auf dem Transport nach Afrika, als Ende Oktober 1942 die britische Offensive Operation Supercharge in Ägypten begann und damit der schnelle Rückzug des Afrikakorps einsetzte, wodurch eine Überführung der Seeschlangen-Geräte nach Nordafrika nicht mehr durchgeführt wurde. In der Folge kamen Seeschlangen und ihre mit Motoren beweglich gemachten Teilstücke als Fähren in Italien und in der Ostsee zum Einsatz.
Ganz besondere Bedeutung gewannen als Fähre genutzte Seeschlangen-Teile beim Unternehmen Hannibal im Frühjahr 1945 bei der Rettung der deutschen Bevölkerung vor der anrückenden Roten Armee. So pendelten Seeschlangen-Fähren zwischen Pillau und Neutief und transportierten dabei an die 300.000 Menschen nach Neutief.